# Eccoptosage mindanao
Eccoptosage mindanao là một loài tò vò trong họ Ichneumonidae.